# Jugo pancreático

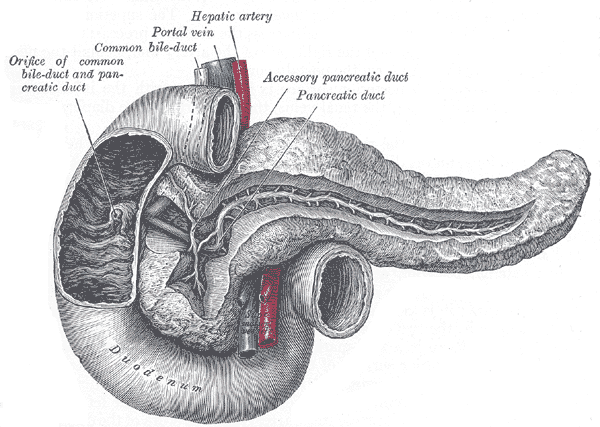
Representación del páncreas mostrando el conducto pancreático y la inserción en el duodeno del conducto pancreático y el conducto biliar.

El jugo pancreático es la secreción exocrina del páncreas, producida por los acinos pancreáticos y vertida por medio del conducto pancreático principal junto con el colédoco en la segunda porción del duodeno a través de la ampolla de Vater. Este interviene en la digestión de todos los principios inmediatos (carbohidratos, lípidos, proteínas y ácidos nucleicos). 
Está integrado por un componente acuoso vertido por la acción de la secretina y un componente enzimático que es vertido en forma inactiva, gracias a la acción de la colecistoquinina, en respuesta a la presencia de acidez y presencia del quimo duodenal. Aunque este último componente no se puede controlar, se puede variar su composición.

## Composición
El páncreas secreta entre 1200 y 1500 ml diarios de un líquido isoosmótico alcalino (pH 8) con cerca de 20 enzimas y proenzimas. Esta secreción provee las enzimas necesarias para la actividad digestiva del tubo gastrointestinal. La actividad óptima del jugo pancreático se alcanza a un pH de 8 y a una temperatura de entre 25 y 37 grados Celsius.
El jugo pancreático se compone principalmente de agua, sales minerales y varias proteínas, entre las que se incluyen mucinas y diversas enzimas y proenzimas. Entre los principales componentes inorgánicos se encuentran el sodio, potasio, cloruro, calcio, zinc, fósforo y sulfato; aunque desde el punto de vista fisiológico el bicarbonato es el ion de mayor importancia segregado por el páncreas. El páncreas produce y segrega entre 120 y 300 mmol diarios de bicarbonato, cuya función es neutralizar el quimo ácido proveniente del estómago y proveer el pH adecuado para el funcionamiento de las enzimas pancreáticas.
El páncreas también segrega enzimas amilolíticas, lipolíticas y proteolíticas. Las enzimas amilolíticas, como la amilasa, hidrolizan el almidón produciendo oligosacáridos y maltosa. Las enzimas lipolíticas comprenden la lipasa, fosfolipasa A y la colesterol esterasa. La lipasa es inhibida por las sales biliares, pero la colipasa, que es otro constituyente del jugo pancreático, se une a la lipasa y evita esta inhibición. La fosfolipasa A y la colesterol esterasa requieren de la presencia de sales biliares para su actividad. Dentro de las enzimas proteolíticas se encuentran endopeptidasas (tripsina y quimotripsina), que actúan sobre los enlaces peptídicos de proteínas y polipéptidos, y exopeptidasas que actúan sobre los extremos terminales libres de las proteínas. Las aminopeptidasas y carboxipeptidasas actúan respectivamente sobre los extremos amino y carboxilo terminal de las proteínas y polipéptidos. También secreta ribonucleasas, desoxirribonucleasas y ribonucleasas propiamente dichas; que degradan los ácidos nucleicos hasta formar nucleótidos libres. La enteropeptidasa, una enzima que se encuentra en la mucosa duodenal, rompe el enlace lisina-isoleucina del tripsinógeno para formar tripsina. Esta enzima una vez activa, provoca la hidrólisis y activación de las demás proenzimas en un fenómeno en cascada.

## Función
El jugo pancreático tiene cinco funciones principales, 
1. Neutralizar, y alcalinizar el quimo ácido proveniente del estómago brindando el pH óptimo para el funcionamiento de las enzimas pancreáticas.
2. Proveer las enzimas necesarias para la digestión de grasas, liberando ácidos grasos y glicerol.
3. Proveer las enzimas necesarias para la digestión de proteínas, liberando aminoácidos.
4. Proveer las enzimas necesarias para la digestión de carbohidratos complejos, como el glucógeno y el almidón, liberando glucosa.
5. Proveer las enzimas necesarias para la digestión de ácidos nucleicos, liberando nucleótidos y nucleósidos.

El jugo pancreático es necesario para convertir las grandes moléculas poliméricas presentes en los alimentos, en moléculas más pequeñas y sencillas para que puedan ser absorbidas en el intestino.

## Regulación
La secreción pancreática está sujeta a control neuronal y hormonal. El control neuronal se produce por medio de la estimulación colinérgica y el estímulo parte del encéfalo, por lo que se puede incluso considerar una componente psicológica en su génesis. La regulación hormonal es cuali y cuantitativamente más importante y compleja. En ella participan la  secretina  y la colecistocinina (CCK). También intervienen, aunque en forma secundaria, la gastrina, el péptido intestinal vasoactivo y el glucagón producidos en el estómago e intestino. Este doble control está sometido a complicadas interrelaciones. Se considera que actúan a tres niveles distintos: cefálico, gástrico e intestinal.

### Fase cefálica
En la fase cefálica, la visión, el olor y la masticación de los alimentos sirve para crear un estímulo encefálico que, a través del vago, provoca la liberación de gastrina del estómago. 

### Fase gástrica
En la fase gástrica, la distensión del estómago, producida por los alimentos, estimula por vía directa y vagal la liberación de gastrina. Ésta, por vía endógena, (vía sanguínea) actúa sobre las células parietales del antro produciendo una abundante secreción ácida y sobre el páncreas provocando una secreción moderada rica en enzimas y escasa en agua y bicarbonato.

### Fase intestinal
Durante la fase intestinal la llegada al duodeno del alimento con su contenido ácido (pH  menor a 4,5) provoca la liberación de secretina endógena, presente en la mucosa duodenal, que estimula la secreción pancreática de abundante cantidad de agua y bicarbonatos. Al llegar a la luz duodenal, los bicarbonatos neutralizan el ácido clorhídrico allí presente, con lo que se consigue elevar el pH entre 7 y 9, que es el óptimo para la actuación de las enzimas. Al mismo tiempo, la secretina inhibe la secreción gástrica y el flujo biliar. La presencia en el duodeno del alimento produce la liberación al torrente circulatorio de colecistoquinina, que por un lado estimula la secreción pancreática rica en enzimas y, por otro, provoca la contracción de la vesícula biliar. De esta forma se consigue la llegada al duodeno de las sales biliares, que emulsionan las grasas y las dejan en situación óptima para que actúen sobre ellas la lipasa y la fosfolipasa.